# Los ojos del siglo (Volumen I)
Los ojos del siglo (Volumen I) es una película documental en blanco y negro de Argentina dirigida por Manuel Peña Rodríguez que se estrenó el 26 de diciembre de 1957. Se trata de un filme documental sobre la historia del cine argentino realizada con la intención de integrar el Museo Cinematográfico Argentino. La película incluye fragmentos de filmes del período sin sonido, muy útiles para investigadores del tema.

## Equipo de producción
- Manuel Peña Rodríguez
- Héctor Casolino
- Manuel Agromayor
- Alfredo La Guardia
- Conrado Nalé Roxlo
- Fernando Murúa
- Alfredo Murúa
- Jorge Lavillotti
- Antonio Jorge Romero
- Horacio Rovelli
- Florencio Serrano
- Raquel Palomeque
- Ilda Videla
- Luis Pérez Aguirre

## Comentarios
El diario Noticias Gráficas dijo:

”Alto valor encierra la película.”